# Дача «Эльбрус»
Дача «Эльбрус» — вилла в Кисловодске, Ставропольский край, Россия. Расположена на перекрёстке улиц Герцена и Шаляпина, по адресу ул. Герцена, д. 2. Была построена в 1905—1906 годах как частный отель, с 1922 года используется военным санаторием. Является объектом культурного наследия регионального значения.
Вилла расположена в глубине большого участка, имеющего сложный рельеф. Она имеет два этажа и высокий цокольный полуэтаж, построена из оштукатуренного кирпича в стиле модерн. Здание вытянуто с юго-запада на северо-восток, главный фасад расположен на северо-западе и ассиметричен — основной акцент сделан на западный угол, украшенный приставной башней с купольной крышей восточного вида.

## История
Вилла была построена в 1905—1906 годах архитектором Э. Б. Ходжаевым по заказу ростовского табачного фабриканта Е. Г. Кундури для размещения внутри частной гостиницы. Здание было снабжено современными водо- и электроснабжением и отоплением, вокруг него были посажены сосны и кустарники.
С 21 января до осени 1917 года на даче «Эльбрус» проживали великая княгиня Мария Павловна и её сыновья Борис и Андрей, приехавшие на лечение и задержавшиеся из-за Февральской революции.
После Гражданской войны дача была национализирована советской властью. 24 сентября 1922 года в ней и в близлежащей даче «Ретвизан» было открыто кисловодское отделение Военно-курортной станции.
Во время Второй мировой войны в ней был расположен госпиталь, в котором отдыхали и лечились маршалы К. Е. Ворошилов и С. М. Будённый. В настоящее время используется как корпус Центрального военного санатория.